# Handanahalli, Gubbi
Handanahalli là một làng thuộc tehsil Gubbi, huyện Tumkur, bang Karnataka, Ấn Độ.